# Wojciech Bołoz
Wojciech Bołoz (ur. 5 lipca 1945 w Łomnicy Zdroju) – polski duchowny katolicki, redemptorysta, bioetyk, profesor nauk teologicznych, specjalista w zakresie teologii moralnej.

## Życiorys
W latach 1982–1984 był pracownikiem naukowym Uniwersytetu Augsburskiego, a w kadencji 1996–1999 prorektorem Akademii Teologii Katolickiej w Warszawie. Od 1992 roku prowadził także gościnne wykłady w Akademii Alfonsjańskiej w Rzymie. Został dyrektorem Instytutu Ekologii i Bioetyki oraz Centrum Ekologii Człowieka i Bioetyki Uniwersytetu Kardynała Stefana Wyszyńskiego w Warszawie. Jest przewodniczącym Polskiej Grupy Roboczej ds. Problemów Etycznych Końca Życia.
W 2016 roku przeszedł na emeryturę, kończąc pracę na UKSW. Dalej pozostał jednak pracownikiem Wyższego Seminarium Duchownego Redemptorystów w Tuchowie, gdzie wykłada niemal od początku swojej działalności dydaktycznej. W seminarium tym jest wykładowcą teologii moralnej szczegółowej z zakresu seksuologii.
Odznaczony w 2012 roku Krzyżem Kawalerskim Orderu Odrodzenia Polski.

## Wybrane publikacje
- Eklezjalne aspekty moralności chrześcijańskiej (1992)
- Życie w ludzkich rękach. Podstawowe zagadnienia bioetyczne (1997)
- Promocja osoby w rodzinie (1998)
- Utylitaryzm w bioetyce. Jego założenia i skutki na przykładzie poglądów Petera Singera (red. nauk wspólnie z Gerhardem Höverem) (2002)
- Etyka seksualna. Podstawy antropologiczne (2003)
- Bioetyka i prawa człowieka (2007)[8]